# 流れ星 (松山千春の曲)
「流れ星」（ながれぼし）は、松山千春が1983年9月21日にリリースした16枚目のシングルである。

## 解説
TBS系テレビドラマ『胸さわぐ苺たち』主題歌。第1話で、コンサート会場にて松山の歌唱シーンが放送された。
オリコンでBEST20にランクイン、2作振りに10万枚を超えるセールスを記録。

## 収録曲
| 全作詞・作曲: 松山千春。 |              |           |            |          |      |
| #                        | タイトル     | 作詞      | 作曲・編曲 | 編曲     | 時間 |
| 1.                       | 「流れ星」   | 松山千春  | 松山千春   | 松原正樹 | 3:27 |
| 2.                       | 「愛は物語」 | 松山千春  | 松山千春   | 松井忠重 | 4:21 |
| 合計時間:                | 合計時間:    | 合計時間: | 7:48       |          |      |

## メディアでの使用
| #   | 曲名       | タイアップ                                | 出典  |
| --- | ---------- | ----------------------------------------- | ----- |
| A-1 | 「流れ星」 | TBS系テレビドラマ『胸さわぐ苺たち』主題歌 | [ 1 ] |